# Priscakoala
Priscakoala — вимерлий рід коал з раннього міоцену Ріверслі, Австралія. Відомо один вид: Priscakoala lucyturnbullae.
Префікс «prisca» походить від латинського, що означає старий, давній, первісний або примітивний. Це було використано, щоб вказати, що цей рід є однією з найдавніших і найпростіших форм коали. Вид P. lucyturnbullae був названий на честь Люсі Тернбулл, підприємиці, дружини колишнього прем'єр-міністра Малкольма Тернбулла і прихильника дослідження, яке виявило рід.